# Guido Manni
Guido Manni (Castelnuovo Rangone, 24 settembre 1898 – Modena, 3 gennaio 1951) è stato un calciatore italiano, di ruolo centrocampista.

## Carriera
Mediano cresciuto nella squadra uliciana della Sassolese, giocò alcune delle gare amichevoli della neonata Triestina nel 1919, mentre era militare nel capoluogo giuliano, prima di essere tesserato per il Modena all'inizio della stagione 1919-1920. Nel Modena Manni trovò un posto da titolare a partire dal febbraio 1921. La sua prima gara ufficiale fu la sconfitta subita a Bologna per 10-1 valevole come gara d'andata per il titolo di Campione Regionale Emiliano. In seguito fu titolare fisso per qualche mese. Perso il posto a favore dell'ex spallino Armari, che fu titolare l'anno successivo, Manni rimase nel Modena altre due stagioni, senza trovare più la maglia da titolare. Poi, cessata l'attività, fu arbitro di competizioni ULIC e tra i fondatori del Gruppo Arbitri di Modena nel 1929.